# Call off the Search (dal)
A Call off the Search Katie Melua grúz származású brit énekesnő második kislemeze. Debütáló albumának, a Call off the Searchnek címadó dala. A kislemeznek két változata van, mindkettő ugyanazon a napon jelent meg. A második változat B-Track-jét, a Turn to Tell című dalt Melua gitártanárja, Justin Sandercoe komponálta.
A kislemez a 19. helyet érte el az egyesült királysági slágerlistán. 

## Dalok

### Első változat
- Call off the Search (Mike Batt)
- Shirt of a Ghost (Katie Melua)
- Deep Purple (Mitchell Parish / Peter De Rose)

### Második változat
- Call off the Search (Mike Batt)
- Turn to Tell (Justin Sandercoe)

## Munkatársak
- Katie Melua – gitár, ének
- Mike Batt – orgona, zongora, karmester
- Jim Cregan – gitár
- Tim Harries – basszus
- Irish Film Orchestra – zenekar
- Michael Kruk – dobok
- Alan Smale – vezető
- Chris Spedding – gitár
- Henry Spinetti – dobok

- Producer: Mike Batt/Justin Sandercoe
- Mérnök: Steve Sale
- Intéző: Mike Batt